# Mały Asawiec
Mały Asawiec (biał. Малы Асавец; ros. Малый Осовец, pol. hist. Mały Osowiec) – wieś na Białorusi, w obwodzie mohylewskim, w rejonie mohylewskim, w sielsowiecie Machawa.
Do 1917 położony był w Rosji, w guberni mohylewskiej, w powiecie bychowskim. Następnie w granicach Związku Sowieckiego. Od 1991 w niepodległej Białorusi.